# Sant Jaume de Rocamora
Sant Jaume de Rocamora és una església d'Argençola (Anoia) inclosa a l'Inventari del Patrimoni Arquitectònic de Catalunya.

## Descripció
És de nau rectangular amb un arc a cada paret lateral que s'aprofita per ficar nínxols amb imatges de sants.
La cobertura és de volta de canó en aquest cas pintada com un cel blau.
Sembla una construcció del segle xvii, però d'origen romànic (potser el campanar és l'element més antic que es conserva).

## Història
En un principi va ser parròquia independent, esdevingué sufragània de Sant Pere de Bellmunt pel despoblament del lloc.